# Front de restauration du Togoland de l'Ouest
Le Front de restauration du Togoland de l'Ouest (en anglais : Western Togoland Restoration Front) est une organisation politique, militante, nationaliste et séparatiste éwé qui milite en faveur d'un État indépendant du Togoland de l'Ouest et éventuellement des parties ethniques éwé de la région de la Volta au Ghana.

## Histoire

### Activité précoce
Bien que l'on ne sache pas qui a créé le groupe ni même quand il a commencé, les premiers signes d'activité du FRTO remontent à décembre 2019, lorsqu'un compte Facebook du nom d'Akplaga Seyram Matts a commencé à publier des messages pro-Togoland occidental, notamment en affirmant que 2 000 militaires du Togoland occidental étaient sortis d'une école militaire de guérilla le 14 décembre.
Le 17 février 2020, le 66e régiment d'artillerie des forces armées ghanéennes (GAF) a rassemblé 21 personnes soupçonnées d'être des séparatistes dans un camp d'entraînement secret à Kpevedui, près de Feivu. Ils étaient 25 à l'origine, mais certains d'entre eux se sont échappés. La plupart des personnes arrêtées ont affirmé qu'elles avaient été incitées à venir au camp par des personnes déguisées en recruteurs de l'armée. À l'époque, on pensait que la Homeland Study Group Foundation (HSGF) était à l'origine de cette opération, mais la HSGF a démenti les allégations selon lesquelles elle aurait une milice ou entraînerait qui que ce soit.

### Rébellion du Togoland de l'Ouest
Le 1er septembre, la FRTO a déclaré la souveraineté du Togoland occidental.
Le 25 septembre, le FRTO a pris le contrôle d'une armurerie et a ensuite bloqué plusieurs routes menant à la région de la Volta au Ghana. Les postes de police d'Aveyime et de Mepe ont également été attaqués, libérant des détenus et s'emparant d'armes de la police. Le commandant de la police divisionnaire a été blessé par balle, des véhicules de police ont été saisis et des coups de feu ont été tirés. Les rebelles ont emporté au moins 15 AK-47 et quatre fusils à pompe au poste de police d'Aveyime. Deux autres armes ont été prises au poste de police de Mepe. Ils ont également désarmé l'équipe de renfort, s'emparant de leurs armes, y compris du pistolet du commandant de la police,,. En réponse aux attaques contre les postes de police, une équipe conjointe de l'armée et de la police, en collaboration avec d'autres agences de sécurité, s'est déployée dans les zones concernées et a réussi à appréhender 31 membres du FRTO. Plus tard dans la journée, des échanges de tirs entre la FRTO et les agences de sécurité ont conduit à la mort d'un membre de la FRTO et à la blessure de trois autres.
Le 29 septembre, la FRTO a attaqué un dépôt d'autobus appartenant à la State Transport Corporation dans la ville de Ho et a mis le feu à un autobus et en a légèrement brûlé un autre. Plus tard, un civil a été tué lors d'un échange de tirs entre les séparatistes et les forces gouvernementales.
Après le 29 septembre, des barrages ont encore été mis en place et au moins 82 personnes ont été arrêtées parce qu'elles étaient soupçonnées d'être membres de la FRTO. Le FRTO a également affirmé avoir 4 300 militaires en cours d'entraînement dans un pays voisin. Selon eux, ces troupes envahiront le Togoland occidental le 3 novembre et rejoindront les troupes de guerilla.